# Mediejukeboxen
Mediejukeboxen var en nedladdningsstation för digitalt material och fanns under en tid vid flera folkbibliotek i Sverige. Den ägdes, utvecklades och drevs av företaget Förlagett AB, som lanserade den i mars 2006. Den installerades vid 25 bibliotek under våren 2007. 
Mediejukeboxen var designad som en jukebox med en internetansluten hårddisk, där biblioteksbesökare kunde ladda ned och låna hem digitala filer med filmer, ljudböcker, musik, språkkurser, faktaprogram samt lokalt innehåll via portabla USB-minnen, mediespelare, mobiltelefoner och andra bärbara lagringsenheter. Urvalet skulle regelbundet uppdateras online.
I april 2017 lanserade Förlagett filmströmningstjänsten Cineasterna.